# Marcel Philippart
Marcel Philippart, né le 15 novembre 1884 à Bastogne et décédé à Knokke le 13 septembre 1966, est un homme politique belge du PSC et un militant wallon.

Docteur en droit de l'Université de Liège, il est conseiller communal de Liège de 1931 à 1936, puis député de 1936 à 1958. Son approche de la question wallonne est originale. Il ne s'inscrira jamais dans aucun mouvement, même pas le Mouvement des provinces wallonnes, mais il défendra toute sa vie les intérêts wallons de manière particulièrement obstinée et en défendant parallèlement l'unité belge. Il est attaché à la défense de la langue et de la culture française, mais demande par exemple en 1937 que la Brabançonne soit exécutée en même temps que Le chant des Wallons lors de la Fête de Wallonie. On le décrit plus comme le représentant de son parti face au Mouvement wallon. En 1939, à contre-courant de la politique belge officielle de neutralité, il demande que soient repris les contacts entre les états-majors français et belges. Il dénonce aussi le Rexisme et sa sujétion financière à l'égard, notamment de Mussolini. Il déclare: 
«  Rex est un danger pour le parti, pour le pays et pour l'Église... Il a injurié la France [...] On ne se compromet pas avec des antipatriotes. Si on admet cela en Flandre, on ne l'admettrait pas en Wallonie. »
Pour cette raison, durant l'Occupation, il fut l'objet de deux tentatives d'assassinat.
Il est présent au Congrès national wallon des 20 et 21 octobre 1945. L'assemblée lui exprime une opposition virulente quand il se contente comme solution à la question wallonne un Sénat paritaire mais elle réserve aussi ses applaudissements à l'homme qu'elle estime et dont Joseph Merlot défend vigoureusement comme président du congrès le droit à la parole qu'il prend à titre individuel. Sa proposition ne recueillit que 17 voix sur les 1 048 votants. Il participe au Deuxième congrès national wallon et au Troisième congrès national wallon et continue à y défendre sa proposition malgré l'hostilité des participants aux Congrès. En 1949, il n'assistera plus à ceux-ci puisque la condition pour faire partie du Congrès national wallon est d'être fédéraliste. En 1952, il dépose sa proposition de révision constitutionnelle visant à établir un Sénat paritaire (Composé d'un nombre égal de Flamands d'une part et de Wallons (ou francophones) d'autre part). Ce dépôt coïncide avec le dépôt de la proposition de révision constitutionnelle de François Van Belle et Joseph Merlot. Son projet est rejeté.
Il déposera aussi une proposition de loi imposant la fixation des sièges sociaux des entreprises au lieu de leur exploitation réelle, proposition qui tend à ramener les sièges sociaux des entreprises de Bruxelles en Wallonie. Le Centre Harmel avait soutenu cette initiative, tant les membres flamands que wallons. Il participe à l'élaboration du programme linguistique du PSC en matière institutionnelle, s'intéresse aux communes de l'Outre-Meuse comme les Fourons, Aubel, Welkenraedt et réclame pour celles-ci un statut linguistique français. En 1955, il proteste également auprès de Léo Collard sur la manière dont se subdivisent les subsides aux théâtres installés en Wallonie et à Bruxelles, les premiers étant, selon lui, désavantagés. Lors du troisième congrès de Rénovation wallonne organisé en février 1963, il défend à nouveau tant son idée d'un Sénat paritaire qu'un fédéralisme à base provinciale, ce qui est mal accueilli par ce mouvement.